# Józef Zieliński (działacz robotniczy)
Józef Zieliński, pseud. dr Józef Zielczak, krypt. J. Z. (ur. 18 marca 1861 roku w Piotrkowie, zm. 12 grudnia 1927 roku w Warszawie) – jeden z pierwszych polskich lekarzy-higienistów, społecznik, działacz anarchistyczny i socjalistyczny, publicysta i wydawca prasy społeczno-politycznej, w późniejszych latach urzędnik w Ministerstwie Pracy, inicjator wielu ustaw i zarządzeń z dziedziny higieny pracy.
Jako emigrant polityczny z górą trzydzieści lat spędził w Paryżu. Był animatorem ruchu anarchistycznego wśród polskiej emigracji robotniczej i popularyzatorem idei anarchosyndykalizmu. Współtworzył wiele inicjatyw społecznych w kraju i na emigracji. Był działaczem Warszawskiego Koła Oświaty Ludowej i kluczową postacią paryskiego Towarzystwa Robotniczego „Solidarność”. Wraz z żoną stworzył Polski Uniwersytet Ludowy, współtworzył polską sekcję Ligi Wolnej Myśli. Opublikował kilkanaście broszur o mocnej wymowie społeczno-politycznej, redagował i wydawał pismo anarchistyczne „Najmita”, współpracował z Jeanem Gravem przy redagowaniu „Les Temps Nouveaux” – jednego z największych pism anarchistycznych we Francji. Po I wojnie światowej odszedł od anarchizmu. Jako urzędnik ministerialny działał na rzecz poprawy warunków pracy polskiego proletariatu. Był członkiem Instytutu Gospodarstwa Społecznego i współzałożycielem Ligi Obrony Praw Człowieka i Obywatela.
Według Ludwika Krzywickiego 
był pierwowzorem postaci doktora Judyma z Ludzi bezdomnych Stefana Żeromskiego. Był też autorem cieszących się ogromną popularnością poradników lekarskich dla chłopstwa.

## Życiorys

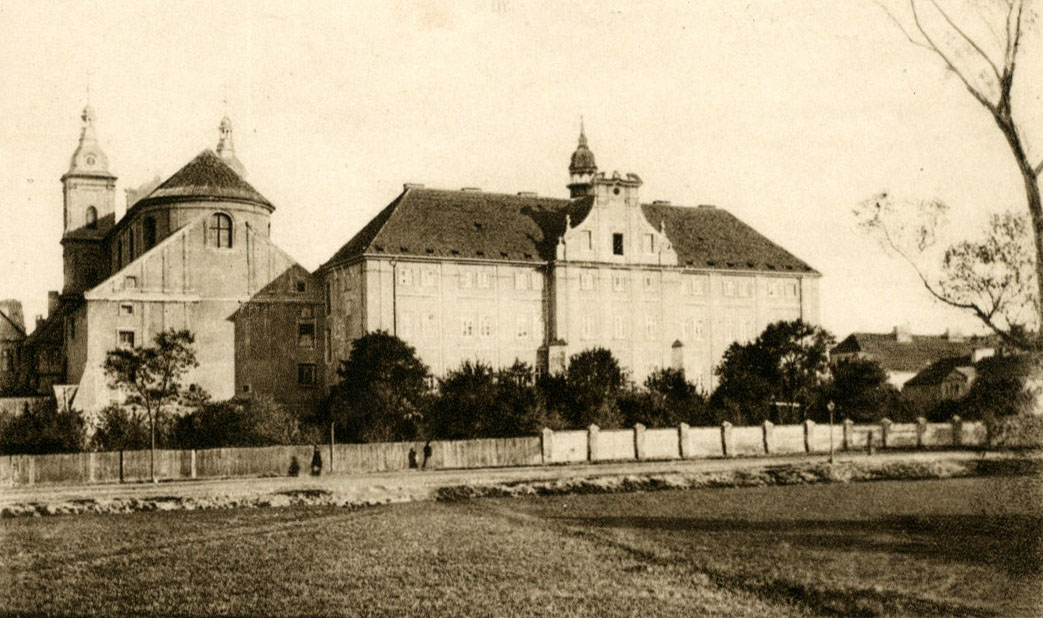
Gimnazjum męskie w Piotrkowie. Obok kościół Jezuitów.

Urodził się w Piotrkowie (obecnie Piotrków Trybunalski) w rodzinie nauczyciela gimnazjalnego Aleksandra Zielińskiego. W 1878 roku ukończył piotrkowskie Męskie Gimnazjum Rządowe, po czym zapisał się na Wydział Lekarski Uniwersytetu Warszawskiego. Na kilka miesięcy przed ukończeniem studiów w 1883 roku, został relegowany z uczelni za udzielenie poparcia studentom biorącym udział w rozruchach politycznych (tzw. „schodce apuchtinowskiej”). Podjął wówczas, bez powodzenia, starania o przyjęcie na uniwersytety w Moskwie i w Kazaniu. W latach 1884–1888 poświęcił się działalności oświatowej wśród chłopów, publikując pod pseudonimem dr Józef Zielczak szereg broszur – popularnych poradników lekarskich.
W 1888 roku Zieliński wraz z żoną Izą z Gąsowskich i trzyletnim synem wyjechał do Paryża. Pragnął kontynuować tam rozpoczęte studia medyczne, jednak w paryskim uniwersytecie nie uznano lat nauki w Warszawie i, mimo problemów z językiem, zmuszony był rozpocząć naukę na nowo. Dopiero więc w 1894 roku uzyskał Zieliński francuski dyplom doktora medycyny.
Po ukończeniu studiów, nie mając prawa praktykowania w kraju, postanowił pozostać we Francji, osiadając w robotniczej dzielnicy Paryża. Pracował zarobkowo niekiedy po kilkanaście godzin na dobę, znajdując jednak czas by udzielać bezpłatnych porad lekarskich biedniejszym pacjentom. Z czasem coraz silniej interesował się zagadnieniami społecznymi. Tutaj po raz pierwszy zetknął się z ruchem i ideami rewolucyjnego syndykalizmu i anarchizmu, z którymi prędko zaczął się identyfikować.
Brał aktywny udział w życiu paryskiej Polonii, a mieszkanie Zielińskich było zawsze otwarte dla rodaków. Przyjaźnił się z małżeństwem Żeromskich i Limanowskich, utrzymywał bliskie stosunki z polskimi socjalistami Adolfem Warskim, Cezaryną Wojnarowską, Stanisławem Padlewskim, u niego przez pewien czas mieszkał młody Andrzej Niemojewski, wówczas zwolennik anarchizmu, u Zielińskich zatrzymał się też Bolesław Prus podczas swojej podróży do Francji czy Edward Abramowski szukający kontaktów z Wielkim Wschodem Francji.
W marcu 1900 roku, pomimo anarchistycznego światopoglądu i żarliwego internacjonalizmu, Zieliński gorąco zachęcany przez Kazimierza Kelles-Krauza wstąpił wraz żoną do Sekcji Paryskiej Oddziału Zagranicznego PPS, dając tym samym wyraz przekonaniu o konieczności zjednoczenia polskich środowisk socjalistycznych. Zaledwie miesiąc po wstąpieniu w struktury Partii, 18 kwietnia 1900 roku, na uroczystym polskim wiecu wystąpił z apelem o zjednoczenie wszystkich kierunków wśród polskich socjalistów „pod jednym czerwonym sztandarem – przeciw jednemu wrogowi”. Treść przemówienia chciał następnie wydrukować w formie listu otwartego na łamach „Przedświtu” – londyńskiego organu PPS, na co redakcja nie wyraziła zgody z powodu wyraźnego kursu kierownictwa Partii zmierzającego do usunięcia SDKPiL z polskiej i międzynarodowej sceny politycznej.
W strukturach PPS nie pozostał długo. Już w grudniu 1900 roku oboje małżonkowie Zielińscy wystąpili z partii. Nieznane są jednoznaczne powody tej decyzji. Należy sądzić, że bezpośrednim impulsem była, wydrukowana w „Przedświcie”, stanowcza krytyka broszury Zielińskiego „Strajk powszechny”. Jednak rzeczywiste motywy musiały być głębsze. Prawdopodobnie podstawową przyczyną był konflikt PPS i SDKPiL, szczególnie zaostrzony na Piątym Międzynarodowym Kongresie Socjalistycznym, który miał miejsce w Paryżu we wrześniu 1900 roku.

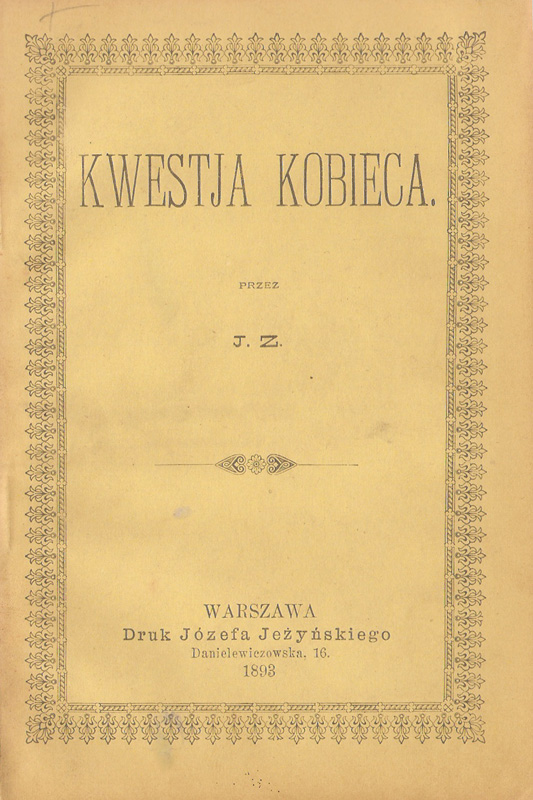
Kwestia kobieca – pierwsza broszura Zielińskiego dotycząca problematyki społecznej

Po odejściu z PPS jeszcze mocniej zaangażował się w działalność społeczną i polityczną, zwłaszcza w kołach polskich robotników. W 1901 roku powołał towarzystwo robotnicze „Solidarność” wraz z działającą przy nim biblioteką. W latach 1903–1905 wraz z żoną zorganizował Polski Uniwersytet Ludowy, w Paryżu miano nawet żartować, że to trzecie dziecko małżonków Zielińskich. Przemawiał na wiecach, głosząc hasła anarchistyczne i broniąc idei internacjonalizmu, potępiając PPS za to, że osłabia sprawę rewolucyjną podnosząc hasła niepodległości Polski. W 1905 roku był współzałożycielem, korzeniami tkwiącej w ruchu wolnomularskim, Polskiej Sekcji Ligi Wolnej Myśli. Napisał kilka broszur politycznych, posyłał korespondencję do postępowej prasy w kraju, w tym również do ukazujących się legalnie w Galicji pism anarchistycznych; wydał kilka swoich dramatów o mocnej wymowie społecznej. 1 maja 1914 roku, w dniu święta robotniczego, wyszedł pierwszy numer redagowanego przez Zielińskiego, a przeznaczonego głównie dla kraju, pisma „Najmita”. Skierowane do robotników, utrzymane w ostrym, anarchistycznym tonie, z artykułami pisanymi przez samych robotników, pismo spotkało się z życzliwym przyjęciem, o czym świadczą liczne korespondencje, czy obszerna lista składkowa zamieszczone w drugim numerze pisma.
Wybuch wojny stanowił ważną cezurę w życiu i działalności Józefa Zielińskiego. Dokonał on całkowitego przewartościowania swojego dotychczasowego światopoglądu, odrzucając antymilitaryzm i internacjonalizm. Solidaryzując się z Manifestem szesnastu, w którym prominentni działacze anarchistyczni, jak Piotr Kropotkin, Jean Grave, Charles Malato czy Christiaan Cornelissen potępili „politykę pangermańską”, wydał własną odezwę Do towarzyszy Polaków!, agitując na rzecz walki zbrojnej o niepodległą Polskę.
Po wojnie przez krótki czas współpracował z dr. Markiem Pierrotem przy wznowieniu pisma „Les Temps Nouveaux”, broniąc jeszcze idei rewolucyjnego syndykalizmu. W sierpniu 1920 roku wrócił wraz z żoną do kraju. 1 lipca 1921 otrzymał stanowisko urzędnika kontaktowego w departamencie zdrowia Ministerstwa Pracy i Opieki Społecznej, gdzie z czasem stworzył referat higieny pracy. W styczniu 1923 roku został na krótko przeniesiony do Ministerstwa Zdrowia Publicznego, pozostając tam do kwietnia 1924 roku, by stamtąd powrócić do Ministerstwa Pracy i Opieki Społecznej, gdzie do końca życia pracował jako radca ministerialny.
Był inicjatorem ustaw i rozporządzeń z zakresu higieny pracy. Z ramienia ministerstwa organizował kursy dla inspektorów pracy. Ściśle współpracował z Międzynarodowym Biurem Pracy w Genewie, które zajmowało się zagadnieniami higieny przemysłowej. Piastował funkcję sekretarza polsko-francuskiego Towarzystwa Lekarskiego, był członkiem Instytutu Gospodarstwa Społecznego, uczestniczył w pracach licznych instytucji obywatelskich. Współzakładał Ligę Obrony Praw Człowieka i Obywatela. Był jednym z pierwszych rzeczników humanizacji pracy w Polsce.
Zmarł po ciężkiej chorobie 12 grudnia 1927 roku. Pochowany został na cmentarzu Powązkowskim (kwatera 238-6-11); za jego trumną szli działacze robotniczy, w tym Bolesław Limanowski.

## Poglądy polityczne i społeczne
Zieliński jeszcze jako uczeń piotrkowskiego gimnazjum znalazł się w orbicie wpływów pozytywistów i redagowanej przez Świętochowskiego „Prawdy”. W czasach studenckich zbliżył się do socjalizmu i do proletariatczyków, nie wstąpił jednak do partii nie akceptując programowego internacjonalizmu.
Na emigracji przechodził stopniowo na pozycje francuskiego anarchosyndykalizmu, głosząc ideę strajku generalnego Pelloutiera i ulegając fascynacji ideami przemocy proletariackiej w ujęciu Georges'a Sorela. Anarchistyczny syndykalizm w rozumieniu Zielińskiego nie odbiegał od klasycznej definicji, był on logiczną konsekwencją walki klasy robotniczej z rządem i burżuazją; antagonizm państwa i proletariatu był dlań oczywisty. Każdy rząd wysługuje się burżuazji, stojąc na straży własności prywatnej i podziałów klasowych, system państwowo-prawny nie gra tu roli, każdy prowadzi w efekcie do rozwarstwienia ekonomicznego i dlatego podstawowym zadaniem anarchistów winna być „walka o zniesienie własności i walka o zniesienie władzy”. Odrzucając pokojowe metody walki o poprawę losu klasy pracującej jako nieskuteczne, twierdził, że jedynie drogą rewolucyjną, nigdy zaś układami z burżuazją robotnik może uzyskać ustępstwa z jej strony. Proletariat musi zorganizować się w egalitarne, pozbawione przywództwa związki zawodowe (syndykaty), skupiające wyłącznie robotników. Zieliński zwracał uwagę na konieczność uświadomienia proletariatu o nieuchronności wybuchu strajku powszechnego; podkreślał wagę idei internacjonalizmu, kontaktów z proletariatem z państw sąsiednich, rozwijanie w swoich szeregach uczuć solidarności i braterstwa. Stanowczo natomiast odradzał robotnikom dopuszczanie do związków przedstawicieli inteligencji, nie podzielał jednak przy tym skrajnego antyintelektualizmu Sorela. Orężem walki związków zawodowych miała być akcja bezpośrednia – sabotaż i strajk. Przy czym strajk „nie jest klęską, nieszczęściem, ale przeciwnie – szczęśliwym, radosnym symptomatem wzmagającego się ducha rewolucji”. Strajki są koniecznością: „kształcą, uświadamiają robotników, tępią egoizm, apatię, ducha rezygnacji, rozbudzają inicjatywę jednostek, zaprawiają do boju”. Strajk generalny jest dla Zielińskiego preludium rewolucji proletariackiej, „to nie spokojne ogólne bezrobocie, to nie zamknięcie się w swych czterech ścianach i biadanie z założonymi rękami – ale to prolog, początek ostatecznego może krwawego obrachunku z panami i burżuazją”.
Przyszły, komunistyczny ustrój społeczny widział Zieliński jako ustrój bez władzy, ustrój niczym nieskrępowanej wolności, w którym zniknie rozwarstwienie klasowe, zasada wymiany pieniężnej, a szczególnie własność prywatna, zamiast której nastąpi kolektywna, która „obali całkowicie i bezpowrotnie podstawy kapitalistycznego ustroju”. Za przykładem wielu anarchistów jego epoki, jak choćby Kropotkina, Zieliński zakładał, że zaraz po rewolucji robotnicy wspólnie z „oświeconą” częścią burżuazji wezmą się wspólnie do budowania nowego społeczeństwa. Podzielał jednak nierzadką wśród syndykalistów opinię o konieczności istnienia ustroju przejściowego.
Po odzyskaniu w 1918 roku przez Polskę niepodległości, Zieliński odszedł od anarchizmu. Po powrocie do kraju poświęcił się całkowicie pracy na rzecz rozwoju instytucji higieny pracy.

## Ważniejsze publikacje
Prace społeczno-polityczne:
- Kwestja kobieca. Warszawa: 1893 [pod kryptonimem J. Z.]. Brak numerów stron w książce
- Strejk powszechny. Paryż: 1901 [właściwie: 1900]. Brak numerów stron w książce
- Obłudny socyalizm. Paryż: 1902. Brak numerów stron w książce

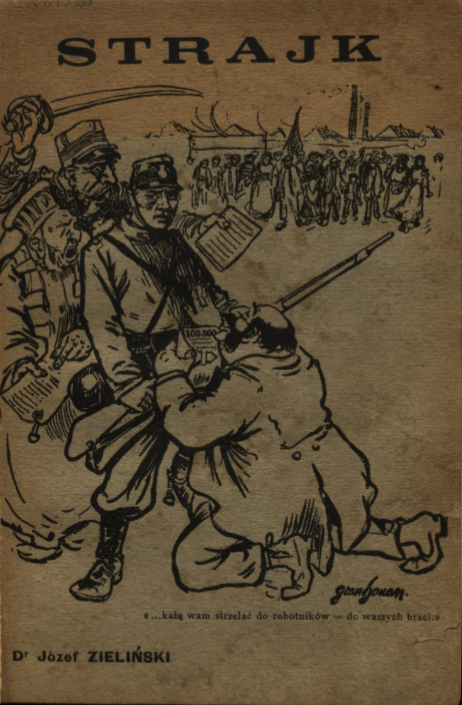
Okładka jednego z dramatów Zielińskiego

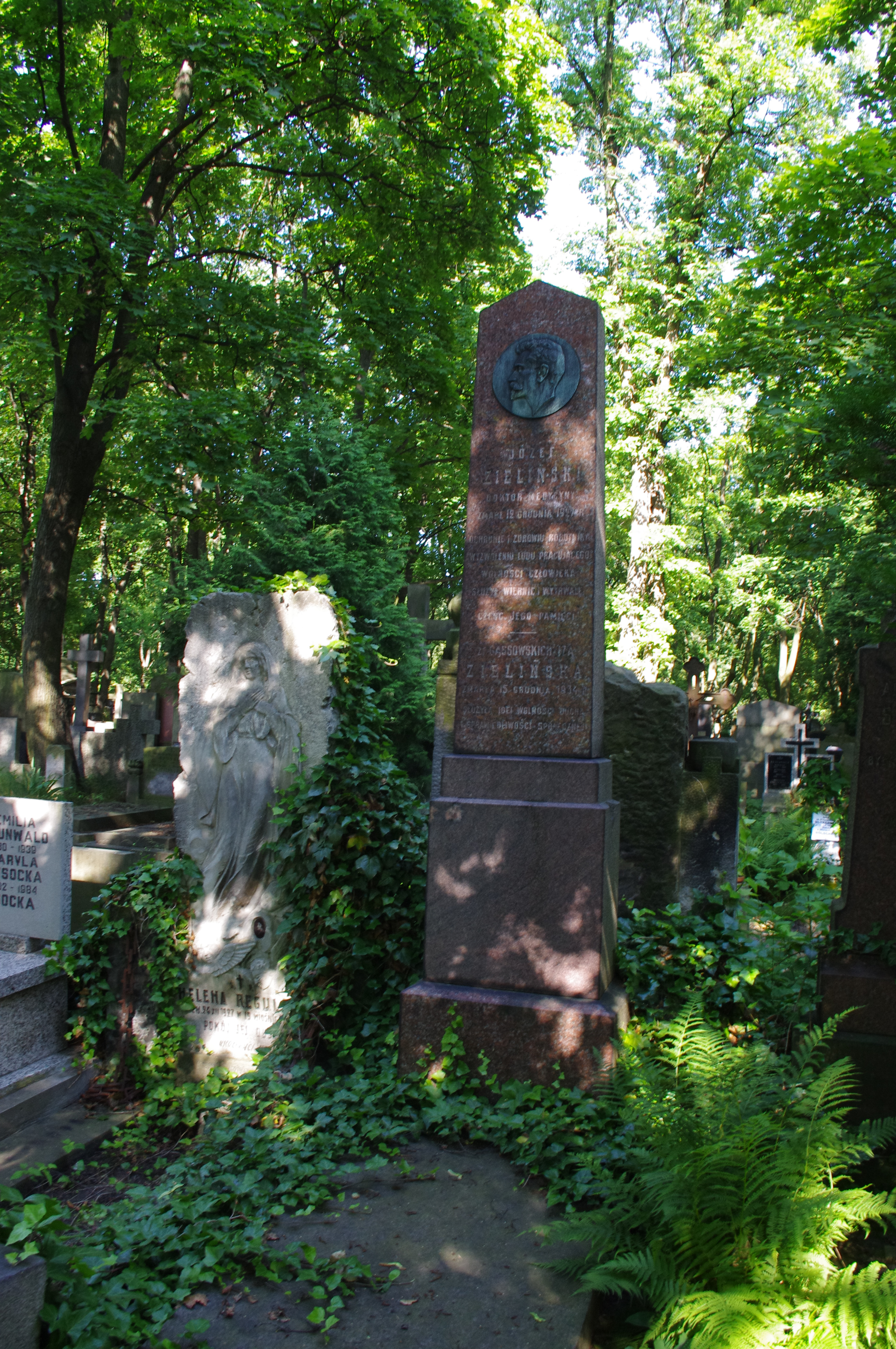
Grób lekarza higienisty Józefa Zielińskiego na Starych Powązkach w Warszawie

- Bojowe robotnicze związki zawodowe. Paryż: 1906. Brak numerów stron w książce
- Czy w Polsce anarchizm ma racyę bytu?. Paryż: Biblioteczka Robotnicza, 1906. Brak numerów stron w książce
- Do towarzyszy Polaków!. Paryż: 1917. Brak numerów stron w książce
- Higjena pracy. Warszawa: 1929 [pośmiertnie]. Brak numerów stron w książce

Publicystyka medyczna [wszystkie prace pisane pod pseudonimem]:
- Co robić, gdy kto zachoruje. Warszawa: 1885. Brak numerów stron w książce
- Co robić, ażeby być zdrowym i długo żyć. Warszawa: 1887. Brak numerów stron w książce
- Poradnik dla kobiet, które chcą być zdrowemi. Warszawa: 1888. Brak numerów stron w książce
- Pogadanki lekarza. Warszawa: 1925. Brak numerów stron w książce

Próby dramatyczne:
- Za wolność. Lwów: 1905. Brak numerów stron w książce
- Lokaut. Paryż: 1908. Brak numerów stron w książce
- Strajk. Paryż: 1909. Brak numerów stron w książce
- Szpieg. Paryż: 1910. Brak numerów stron w książce